# Cardiosace citrelinea
Cardiosace citrelinea är en fjärilsart som beskrevs av Bethune-Baker 1911. Cardiosace citrelinea ingår i släktet Cardiosace och familjen nattflyn. Inga underarter finns listade i Catalogue of Life.